# Charles-Joseph Sax
Charles-Joseph Sax, né le 1er février 1790 à Dinant, Pays-Bas méridionaux (actuelle Belgique), et mort le 26 avril 1865 dans le 18e arrondissement de Paris, est un facteur d'instruments de musique belge. Il est le père d'Adolphe Sax, l'inventeur du saxophone.
Il est le fils de Françoise Elisabeth Maréchal (1762-1841) et d'Antoine Joseph Constantin Sax (1767-1835), mariés à Dinant en 1787. Établi à Bruxelles, en 1815, il est facteur d'instruments à vent et de cuivres, ainsi que de pianos, harpes et guitares. 
En 1818, Guillaume Ier roi des Pays-Bas lui octroie le titre de « facteur de la Cour » et il bénéficie dès lors de commandes destinées à l'armée. À partir de 1853, après la mort de sept de ses onze enfants et à la suite de déboires financiers que connaît son entreprise à Bruxelles,  Charles Joseph Sax rejoint son fils Adolphe et s'établit à Paris.
Les instruments qu'il a fabriqués sont conservés dans des musées belges,,.